# Bluepoint Games
Bluepoint Games, Inc. — американский разработчик компьютерных игр, часть PlayStation Studios. Офис студии расположен в Остине, штат Техас.
Была основана в 2006 году Марко Трашем и Энди О’Нилом, оба в прошлом были в составе команды разработчиков Metroid Prime. Изначально компания разрабатывала оригинальные проекты, однако позже сфокусировалось на переиздании и обновлении старых игр.

## История
Первая игра Bluepoint Games под названием Blast Factor (2006) вышла в момент появления PlayStation 3 и была одной из двух доступных игр на PS3 в момент выхода.
31 августа 2009 года были анонсированы ремастеры God of War и God of War II, которые должны были выйти на PlayStation 3 как часть God of War Collection. Они были разработаны Bluepoint Games выпущены 17 ноября 2009 года в Северной Америке. С марта на апрель 2010 God of War Collection была выпущена во всех остальных регионах.
На Tokyo Game Show в 2010 году было объявлено, что Bluepoint Games вновь займётся выпуском обновлённых версий старых игр на консоли PlayStation, самыми первыми их проектами стали игры с PlayStation 2 под названием Ico и Shadow of the Colossus. Они были перевыпущены на PlayStation 3 в сентябре 2011 в составе The Ico & Shadow of the Colossus Collection. Несколько лет спустя, в 2018 году, Bluepoint сделала ремейк Shadow of the Colossus на PlayStation 4. Также студия занялась Metal Gear Solid HD Collection, которая включала в себя HD-версии Metal Gear Solid 2: Substance, Metal Gear Solid 3: Subsistence и Metal Gear Solid: Peace Walker. Её выход состоялся в ноябре 2011.
В 2012 году Bluepoint Games совместно с SuperBot Entertainment разработали PlayStation All-Stars Battle Royale. SuperBot Entertainment, разработчики версии игры на PS3, использовали игровой движок Bluepoint Engine. Bluepoint Games взялась за разработку версии на PlayStation Vita.
Благодаря тому, что портированные версии игр от Bluepoint получали тёплый приём игроков и журналистов, Respawn Entertainment и Electronic Arts выбрали студию в качестве разработчика версии игры Titanfall для Xbox 360. в это же время, Santa Monica Studio заключила контракт с Bluepoint Games на разработку портов Flower для PS4 и PS Vita, они вышла в ноябре 2013 одновременно с выходом PS4.
В июне 2020 года Bluepoint Games объявила о создании ремейка Demon's Souls. Он вышел во время запуска PlayStation 5 в ноябре 2020.
30 сентября 2021 года студию приобрела Sony Interactive Entertainment, как часть PlayStation Studios, хотя о намерениях купить разработчиков было известно ранее, благодаря утечке, произошедшей ещё в июне.

## Игры
| Год  | Название                                    | Платформа(ы)            | Заметки |
| ---- | ------------------------------------------- | ----------------------- | --- |
| 2006 | Blast Factor                                | PlayStation 3           | |
| 2009 | God of War Collection                       | PlayStation 3           | Обновлённые версии игр God of War и God of War II                                                                        |
| 2011 | The Ico & Shadow of the Colossus Collection | PlayStation 3           | Обновлённые версии Ico и Shadow of the Colossus                                                                          |
| 2011 | Metal Gear Solid HD Collection              | PlayStation 3           | Обновлённые версии Metal Gear Solid 2: Sons of Liberty, Metal Gear Solid 3: Snake Eater и Metal Gear Solid: Peace Walker |
| 2011 | Metal Gear Solid HD Collection              | Xbox 360, PlayStation 3 | Обновлённые версии Metal Gear Solid 2: Sons of Liberty, Metal Gear Solid 3: Snake Eater и Metal Gear Solid: Peace Walker |
| 2012 | PlayStation All-Stars Battle Royale         | PlayStation Vita        | Разработка версии игры для PlayStation Vita                                                                              |
| 2013 | Flower                                      | PlayStation 4           | Обновлённая версия оригинальной игры с PlayStation 3                                                                     |
| 2013 | Flower                                      | PlayStation Vita        | Обновлённая версия оригинальной игры с PlayStation 3                                                                     |
| 2014 | Titanfall                                   | Xbox 360                | Разработка версии игры для Xbox 360                                                                                      |
| 2015 | Uncharted: The Nathan Drake Collection      | PlayStation 4           | Обновлённые версии Uncharted: Drake's Fortune, Uncharted 2: Among Thieves и Uncharted 3: Drake's Deception               |
| 2015 | Gravity Rush Remastered                     | PlayStation 4           | |
| 2018 | Shadow of the Colossus                      | PlayStation 4           | Ремейк Shadow of the Colossus                                                                                            |
| 2020 | Demon’s Souls                               | PlayStation 5           | Ремейк Demon's Souls |